# 史前逃龍
《史前逃龍》是一套由英國獨立電視台（ITV）和負責製作的Impossible Pictures公司，聯手打造的科幻電視劇。史前逃龍是由亞德里安·霍奇斯（Adrian Hodges）及添姆·海恩斯（Tim Haines）原創，他們以往是《與…同行》系列紀綠片的原創者，而Impossible Pictures亦有參與製作這系列的紀錄片。
史前逃龍主要內容是圍繞一組由不同人物組成的隊伍，負責處理英國境內的奇異點、從奇異點進入現代的古代或未來生物，以及對抗企圖利用這些生物的壞人。
第一次放送是於2007年2月10日的英國，逐漸吸引到全球各地的觀眾。此劇在第一、二季整體得到的評價均為正面。而且，在英國廣播公司美國台於2008年8月9日放送前，史前逃龍亦已普遍得到美國評論家們的正面評價。第三季度於2008年1月30日宣佈續訂，並於2009年3月28日於英國本土開始放送，至同年6月6日播映結束。第三季度亦在2009年5月16日於BBC美國首映。 
在2009年6月15日，ITV正式宣佈取消史前逃龍，將不會有第四季的出現。。同時，製作團隊亦試圖以「另類途徑來保留史前逃龍」。
及後，於2009年9月29日，英國的ITV、Watch、BBC美國及德國Pro7電視台共同宣佈本劇會重新拍攝兩個新的季度，並共同分擔成本。第四、五季的拍攝均於愛爾蘭的都柏林進行，第四季現已製作完成。第四季將有七集，並暫定於2011年1月1日同步在美國BBC和英國播出。其後之第五季則預計有六集，並於2011年的下半年播放。第四季播放前，於2010年12月22日，ITV播出了一輯五集的第四季前傳網絡劇，每集約有五分鐘。2012年10月29日，衍生劇遠古入侵：新世界，正式開播。

## 製作

### 拍攝
第一季時候，部份史前逃龍劇集是在松林製片廠、白金漢郡的黑公園（Black Park）、倫敦地鐵、新尼爾球場（The New Den Stadium，用作拍攝劇中出現渡渡鳥的球場）和CEME（Centre for Engineering and Manufacturing Excellence）拍攝。另外劇集亦有在惠普斯奈德动物园，劇集中Abby原本工作的惠靈頓動物園在此拍攝）、倫敦動物園（劇集中Abby原本工作的惠靈頓動物園在此拍攝）、加那利群島（劇集在這裡拍攝了二疊紀的山丘、白堊紀沙灘及未來的海濱）、索普公園，用作拍攝出現劍齒虎的主題公園）和伯恩茅斯的沙灘進行拍攝工作。
第二、三季時，隊伍的總部ARC是以薩里大學的肯特公爵大樓作為拍攝場地。而且，第7集出現恐龍的商場是取地於泰晤士河畔金斯頓的本爾中心（The Bendall Centre），以及第14集時確實真正在大英博物館內進行拍攝工作。
第二季的拍攝於2007年10月1日完成，並在2008年初播放。Caroline Steel及Oliver Leek，分別由Naomi Bentley和Karl Theobald飾演，是第二季的兩名新角色，他們都是Helen的陰謀伙伴。在第三季時新增了3名隊伍的角色，Becker、Sarah及Danny，分別由Ben Mansfield、Lalia Rouass及Jason Fleymng所飾演，反派方面就新增了Christine Johnson一角，由Belinda Stewart-Wilson所飾演。
最新預訂的兩個季度，已於2010年3月22日開始進行拍攝，現在第四季已經拍攝完成，並進行第五季拍攝工作中。預期在明年1月將會播出第四季度，而下半年播出第五季度，並預期在2010年11月即可完成所有拍攝工作。新季度的拍攝場地轉移至愛爾蘭的都柏林，並曾在威克洛及卢特雷尔斯道恩城堡進行拍攝工作。劇中威克洛是一座海濱村莊，並會受到一群生物襲擊，而城堡亦會受到生物攻擊。

### 取消及重臨
在2009年5月，英國小報太陽報報導，儘管並非純粹因為史前逃龍的預算，但ITV將因為27億英鎊的虧損而要取消史前逃龍。當時ITV的發言人否認這個報導，並表示只不過是還未預訂劇集。6月，ITV卻正式宣佈取消史前逃龍，並於同月15日宣佈將不會再有第四季的回歸。同時，製作團隊亦意圖用另外的方法來繼續保留史前逃龍。一名ITV的發言人表示：
「史前逃龍經過三個十分成功的季度後，ITV目前並沒有計劃準備讓此劇再度回歸。高質素的電視劇仍是ITV計劃中的重點之一，但我們現時正聚焦於後分水嶺的製作。」
最有可能導致史前逃龍被取消的原因，是ITV在2009年正承受嚴重的財政困難，半年度已高達1億5百萬的虧損。結果導致包括史前逃龍在內的一些ITV受歡迎節目，如Heartbeat也被取消。最終於2009年9月29日，ITV公佈本劇將會於2011年播出2個新的季度，並保留第三季的演員陣容。不過Laila Rouass表示她將不會回歸，而Jason Fleymng就因為其他拍攝工作而只出現3集。在2010年6月25日，第四季的拍攝工作正式完成，第五季拍攝亦隨即開始進行。

## 發展

### 主力演員
- 第四季將會新增三名主要角色，Jess、Matt Anderson及Phillip Burton。另外，Lucy Brown（飾演Jenny一角）及James Bradshaw（飾演第一季Connor的朋友，Duncan）亦於第四季回歸[5]。

### 最新的演員名單
| 角色                      | 演員             | 介紹 |
| 丹尼·昆恩Danny Quinn      | Jason Flemyng    | 前任警察、牽涉入一宗關於兩名年輕人的失蹤事件。他是其中一名失蹤者的兄長，失蹤者可能被偽裝獸殺害，或穿越到未來而失蹤。後來被Lester任命成為隊伍領導，接任離開的Jenny。在第三季第十集因為追擊Helen、阻止她消滅人類的計劃，而最終被困於上新世的東非。第四季第七集時回歸，發現時空流浪者之一的Ethan就是他的弟弟Patrick，但他已經變成連環殺手，Danny最後追入奇異點阻止他。他沒有出現於第五季任何一集。                   |
| 康納·譚普Connor Temple    | Andrew-Lee Potts | 曾是Cutter教授的學生。現在成為了研究、設備和後勤的專家。在第一季第四集中，他的朋友Duncan和Tom偷走了一隻逃走了的渡渡鳥，Tom更被古代的寄生蟲殺死。在第三季第十集因為追擊Helen，與Abby一同被困於白堊紀。第四季首集回歸現代。他與Philip一同製造了首個人造的奇異點，卻招致不同時空的生物入侵。第五季末Philip開啟巨型奇異點，Connor卻墮進裡面、穿梭到未來。Matt與Abby稍後前往未來拯救了他，最後他與Matt解決了這奇異點。 |
| 艾碧·梅特蘭Abby Maitland  | Hannah Spearritt | 爬蟲專家、動物園管理員。在第一季度加入Cutter的隊伍。在第三季第八集，她的弟弟Jack誤入通往未來的奇異點，最後得救。在第三季第十集因為追擊Helen，與Connor一同被困於白堊紀。第四季首集回歸現代。 |
| 詹姆士·萊斯特James Lester | Ben Miller       | 內政部高級官員、行政人員、ARC的創建者和領導人。他十分討厭Nick Cutter。為人傲慢，但仍受擁戴。在第三季與Christine Johnson是死對頭（有趣的是，現實中飾演Christine Johnson的演員Belinda Stewart-Wilson是Ben Miller的妻子）。第四季他失去政府信心，估計可能因為第三、四季間拯救Danny等人任務遭受嚴重損失。 |
| 貝克上尉Captain Becker    | Ben Mansfield    | 特種兵。被派到隊伍中以保護眾人。Sarah在第四季的搜救行動中喪生後，他因疚辭職，但因Lester認為Connor等人未死而撤回辭職。 |
| 麥特·安德森Matt Anderson  | Ciarán McMenamin | 隊伍的新領袖，前士兵及動物學家。第四季的新角色，與父親Gideon同為被派往現代的未來人類之一。擁有理解動物想法的奇怪能力。他很小心地保護自己的秘密和過去，以及加入ARC的真相－－調查誰人引致災難性的未來。在第四季第三集中收留一名來自維多利亞時代的時空流浪者，Emily。第五季末與Connor阻止了未來地球的毀滅，但不久即見到另一版本的自己，指示他要回去自己的時空。                                                      |
| 潔絲·派克Jess Parker      | Ruth Kearney     | 第四季新角色。負責ARC的運作，工作效率高和有條理。她對Becker產生感情。 |
| 菲利浦·波頓Phillip Burton | Alexander Siddig | 第四季新角色。科學家、成功商人。ARC領導人之一，輔助Lester。表面上十分受人喜愛和聰明，內在其實是控制慾極強，為實現自己的願望能變得殘酷無情、不計代價。根據Danny在Helen死後發現的文件，顯示Phillip早已認識Helen。策劃了一項秘密計劃名為"新黎明"（New Dawn），想創造一個有史以來最大的奇異點來汲取其他奇異點的能量，然後運用這些能量作為新能源。第五季末他犧牲自己毀滅了自己公司的總部，但無法使該奇異點自行關閉。   |
| 艾蜜莉Emily Merchant      | Ruth Bradley     | 第四、五季的角色。來自維多利亞時代的英國貴婦、時空流浪者。與Matt互生情愫。已婚，但婚姻不愉快。1867年因調查奇異點被困古代，加入一群時空流浪者。在現代被Matt收留，短暫回去原本時空後，被丈夫Henry和民眾視為怪胎、連環殺手。ARC追蹤一頭恐爪龍來到她的時代，她幫助他們並隨他們離開。 |

### 離開的演員
| 角色                                                  | 演員                   | 介紹 |
| 尼克·卡特教授Professor Nick Cutter                    | Douglas Henshall       | 生物進化學教授、隊伍領導、ARC創立者。在第一季與隊伍中的官員Claudia Brown有感情關係，但Helen Cutter改變了過去歷史，令Claudia被抹去，戀情不了了之。而且在他死前，Jenny也對他有好感。在第三季第三集ARC被攻擊後，被妻子Helen槍殺。按Helen的說法，在未來Nick的研究會使未來掠食者等生物被創造。 |
| 史蒂芬·哈特Stephen Hart                               | James Murray           | Cutter的實驗室技術員、保鏢和好友。有很豐富的對抗猛獸的經驗。與Nick的妻子Helen曾經有染。於第二季與Nick開始不和，但最終於第二季第七集犧牲自己來拯救Nick和Helen。 |
| 雷恩上尉Captain Tom Ryan                              | Mark Wakeling          | 特種兵。兩次負責保護Cutter進入奇異點的另一端，第一季首集的骷髏就是他，於第一季第六集被未來掠食者所殺。 |
| 奧利佛·里克Oliver Leek                                | Karl Theobald          | Lester於第二季的助手。突然出現於第二季開初，取代Claudia於第一季的職務。第二季與Helen聯手，企圖控制未來掠食者及不同古代、未來生物以奪權，最終在第二季第七集因為Cutter破壞令控制器關閉，令Leek被未來掠食者殺害。 |
| 卡洛蘭Caroline Steel                                  | Naomi Bentley          | Connor的前女友，其實是由Leek所派去假扮喜歡Connor。偷走Rex，並於第二季第七集同樣被囚，最終得救並離開Connor。 |
| 海倫·卡特Helen Cutter                                 | Juliet Aubrey          | 古生物學家、此劇最主要的女反派、Nick Cutter的前妻。8年前走進迪恩森林的奇異點，失蹤8年才重新出現。試圖阻止文明滅亡的未來出現，最終因為對人類失望，企圖消滅人類。其後利用未來的科技，製造出虛擬影像來易容，並自稱Eve潛入ARC，奪走人工品。在殺死了Johnson後，返回東非大裂谷去消滅最早的人類。下場是在第三季第十集被一頭衝過奇異點的恐爪龍撞下山崖而死，她的大計隨之破滅。 - 訪問中Juliet Aubrey曾表示，有意在新季返回劇集中，不過仍沒有正式確定。在第五季第四集時，她回歸並聲演了一段錄音，是Helen與Philip的談話。 |
| 克里斯汀·強生Christine Johnson                        | Belinda Stewart-Wilson | Lester的新上司。ARC與軍部之間的聯絡人。野心很大，企圖控制未來生物來奪權。曾經奪取ARC的控制權，並派人於未來抓獲假裝成Eve的Helen。最終在第三季第九集被Helen一腳踢入通往未來的奇異點，令Christine被未來掠食者殺死。 |
| Captain Wilder                                        | Alex McSweeney         | Christine Johnson的部下，與Becker在軍事學院中認識。輔助Johnson，並一直作為她的護衛。Johnson死後沒有再出現。 |
| 莎拉·佩吉Sarah Page                                   | Laila Rouass           | 埃及學家。第三季被Cutter招攬加入。她的工作是調查古代神話及傳說的生物，能否以奇異點解釋。在第三季第七集化裝成中世紀的人，前往古代英格蘭調查進入現代的騎士的身份。她將於第三、四季間的一次試圖搜救Danny等人的行動中喪生於未來掠食者手上。 - Laila Rouass表示，因為她的三歲女兒，所以她將不會回歸第四季的史前逃龍。 |
| 克勞蒂亞·布朗Claudia Brown／珍妮佛·路易Jennifer Lewis | Lucy Brown             | 在第一季是Claudia Brown，是內政部官員及隊伍與政府間的聯絡人。Claudia最終因為歷史改寫而被徹底抹去，只有Nick和Helen記得。第二季中重新以另一個人，Jenny Lewis的姿態（雖然任何外表特徵完全一樣，但卻是完全不同的人）回歸隊伍，負責處理及隱瞞人們看見怪獸的真相，並阻止記者採訪。在Cutter死後暫時領導隊伍，於第三季第五集經過真菌怪獸的襲擊後辭職離開ARC。在第四季第六集重新出現，因為她的婚禮上出現了遠古生物入侵。                                                                                                 |

### 客串演員
| 角色                    | 演員        | 介紹 |
| 奈吉爾·馬文Nigel Marven | 奈吉爾·馬文 | 紀錄片製作人、野生動物學家。第三季第四集出現，在機場出現的異常點與晨間新聞團隊拍攝新聞內容，在長時間等候之後首先與一隻幼年手盜龍類接觸，不久遭遇即將穿越異常點到現代的南方巨獸龍後被其吞食。 |

## 摘要

### 奇異點
奇異點（Anomaly）是時空的裂縫，連接著整個地球歷史上的各段時代，並且一直是本劇的主線。構思來自相對論中的蟲洞理論。穿越過去能夠親身看到已滅絕的恐龍及遠古生物。穿越未來能夠看到未來人類文明滅絕後，地球被其他生物統治的時期。

### 劇中特別物品
- 奇異點偵查裝置（Anomaly Detection Device）
  - 由Connor Temple製造。能夠偵查出奇異點發出的電磁干擾，以查出奇異點的位置。同時Connor亦製造了手提式的偵查裝置，用以偵測附近的奇異點。
- 奇異點鎖定機器（Anomaly Locking Mechanism）
  - 由Connor Temple製造。能夠顛倒奇異點的磁場，以達致封鎖奇異點來阻止進出，亦可以解除奇異點的封鎖，但是不能夠將奇異點關閉。
- 奇異點控制器（Anomaly Opening Device）
  - 未來的產物。製造者不明。能夠開啟或關閉奇異點，Helen就是憑著這物件自由穿梭時空。
- 奇異點模型（Matrix）
  - 由Nick Cutter製造。他認為古代傳說生物，其實就是穿越奇異點的遠古生物，因而製作出模型來尋找奇異點的規律，而且他亦成功藉此估算出一個奇異點。模型隨ARC一同被炸毀於第三季第三集。
- 中樞神經控制器（Neural clamp）
  - 未來科技的產物，Helen給予Oliver Leek用以控制未來掠食者。但缺點是只要其中一個壞掉，其他控制器亦會停止運作；而且一旦被強行外部移除，被控制的生物就會很快死亡。
- 太陽牢籠（Sun Cage）
  - 由古埃及人製造，以地球上磁力最強的礦石所造。古埃及人認為奇異點是太陽的光芒，因而建造牢籠困著它。牢籠鎖死奇異點在內，所以無論牢籠到了哪裡，奇異點亦會跟隨移動。
- 人工品（The Artifact）
  - 製造者不明，但知道是未來的產物。內部其實是一個奇異點，不過卻連接了所有奇異點，只要準確使用，就可以顯示出過去或將會出現的奇異點。Christine Johnson、Helen Cutter均想獲得此物件，最終在第三季第十集被Helen摔毀。

### 劇中重要地點
- 生物監獄（Creature Prison）
  - 在第二季第六集首次出現。Oliver Leek將他派人捕獲的史前或未來生物均安置於此。根據原創小說《Fire and Water》，Leek死後ARC接管此地，並將一些遺留現代的生物安置於此，直至通往那些生物原本時空的奇異點出現後，才把牠們放回去。
- 奇異點研究中心（Anomaly Research Center）
  - 簡稱ARC。當第一季的時間線改變後，ARC就於第二季出現。內置了很多設備和研究設施，如偵查裝置等。此地曾受多次攻擊，最嚴重是第三季第三集被Helen用炸彈炸毀大部份地方。在文明滅亡的未來亦有ARC的存在。第四季轉換了新的位置。據第四季的對話，ARC已經設立了五年。
- 未來廢城（Future City）
  - 劇中經常出現的未來地點，是一座已荒廢城鎮，內有大量未來掠食者和巨型蜂蟻匿藏，可能是未來的倫敦。城內亦有一所ARC。大部份通往未來的奇異點都是通往此地。對於此地發生的事仍然未明，但據Helen的說法暗示，似乎是ARC的研究使未來掠食者等生物出現，並摧毀了人類和文明社會。
- 迪恩森林（Forest of Dean）
  - 第一季經常出現的地點。至少曾有3次奇異點開啟。附近是一所動物園，Abby原本工作於那裡。附近有一個主題公園及高爾夫球場，第一季第五集有空中奇異點開啟於球場、第二季第三集故事發生前有奇異點開啟於主題公園。第一季開始時前8年，Helen在此地調查怪獸目擊事件，並穿越奇異點而一直流浪古代。
- 內政部大樓（Home Office）
  - 第一季隊伍的辦公地點，直至第二季被ARC取代。
- Johnson的總部（Christine Johnson's HQ）
  - Christine Johnson的總部。有一個通往未來的奇異點。Johnson在此研究奇異點，並試圖操縱未來生物。在她死後此地被關閉。
- 333位點（Site 333）
  - 東非大裂谷的一個地點。曾發掘出史前的人類祖先。有13隻南方古猿同時死於此地，現實中的解釋為一場突發洪水，而劇中則虛構是Helen毒殺了牠們。

## 劇中生物
史前逃龍提及各類不同的生物，包括古代及未來的生物。
（下表按各生物於每季出現之順序排列，小說中並不按出現順序）

### 第一季出現的生物
- 麗齒獸（Gorgonopsid）
  - 來自二疊紀，真實存在。
- 空尾蜥（Coelurosauravus）
  - 來自二疊紀，真實存在。劇集當中有一隻叫Rex的空尾蜥，是Connor和Abby共同飼養。
- 肉鰭魚（Sarcopterygian）
  - 來自志留紀至現代，真實存在。在劇集中並非活生生出現，而是化石。
- 盾甲龍（Scutosaurus）
  - 來自二疊紀，真實存在。
- 菊石（Ammonite）
  - 來自志留紀至白堊紀，真實存在。亦曾以化石的形態出現。
- 巨型蜘蛛（Carboniferous Arachnid）
  - 來自石炭紀至二疊紀，真實存在。雖然貌似蜘蛛，但實際上這種生物並非真正蜘蛛而是海蠍。
- 節胸屬（Arthropleura）
  - 來自石炭紀至二疊紀，真實存在。實際上並沒有劇集中這麼巨大和具劇毒性。
- 滄龍（Mosasaurus）
  - 來自白堊紀，真實存在。
- 黃昏鳥（Hesperornis）
  - 來自白堊紀，真實存在。
- 翼龍（Pterosaur）
  - 來自三疊紀至白堊紀，真實存在。
- 渡渡鳥（Dodo）
  - 來自全新世至17、18世紀，真實存在。
- 寄生蟲（Parasite）
  - 寄住於渡渡鳥身上，虛構。寄生蟲會令宿主變得攻擊性，藉以進行繁殖。
- 無齒翼龍（Pteranodon）
  - 來自白堊紀，真實存在。
- 蛙嘴龍（Anurognathus）
  - 來自白堊紀，真實存在。但其實這種生物是來自侏羅紀。
- 未來掠食者（Future Predator）
  - 來自未來，虛構。估計由蝙蝠進化而成，由公獸負責生產並哺育後代，是本劇最常出現的未來生物。

### 第二季出現的生物
- 奔龍（Dromaeosaurus）
  - 來自白堊紀，真實存在。
- 空尾蜥（Coelurosauravus）
  - 來自二疊紀，真實存在。
- 無齒翼龍（Pteranodon）
  - 來自白堊紀，真實存在。
- 遠古蠕蟲（Precambrian Worm）
  - 來自前寒武紀，虛構。可能是來自電影金剛中的巨蠕蟲Carnictis，又有一說該生物原型為生活於寒武紀的奧托亞蟲（英语：Ottoia）。
- 劍齒虎（Smilodon）
  - 來自上新世至更新世，真實存在。
- 未來海怪（Mer Creature）
  - 來自未來，虛構。可能由靈長目進化而成，這種生物之中有一隻更巨大、兇殘的雌性首領。
- 未來鯊魚（Future Shark）
  - 來自未來，虛構。
- 巨型（Silurian Scorpion）
  - 來自志留紀，真實存在。但巨型海蠍子棲息於海洋中，沒有於陸地上生活的巨蠍，而且實際上劇集誇大其巨大程度，且外型和習性更接近鞭蠍和鞭蛛。
- 節胸屬（Silurian Millipede）
  - 來自志留紀，真實存在。
- 哥倫比亞猛獁（Columbian Mammoth）
  - 來自更新世至全新世，真實存在。
- 未來掠食者（Future Predator）
  - 來自未來，虛構。
- 盾甲龍（Scutosaurus）
  - 來自二疊紀，真實存在。
- 菊石（Ammonite）
  - 來自志留紀至白堊紀，真實存在。
- 複製人（Clone）
  - 來自未來，虛構。Helen以未來技術製造，外表、聲音與本人相同，但智力水平很低，只能遵從基本指令。）

### 第三季出現的生物
- 鋸鱷（Pristichampsus）
  - 來自古近紀的始新世，真實存在。形似古埃及神明阿米特。
- 空尾蜥（Coelurosauravus）
  - 來自二疊紀，真實存在。
- 未來掠食者（Future Predator）
  - 來自未來，虛構。
- 未來小型雀鳥（Small Future Bird）
  - 來自未來，虛構。劇中從沒有近距離觀察。可能是一些小型雀鳥的進化。
- 偽裝獸（Camouflage Beast）
  - 來自未來，虛構。可能取材自英國傳說生物Gremlin。
- 雙齒獸（Diictodon）
  - 來自二疊紀，真實存在。劇集中有兩隻叫Sid和Nancy的雙齒獸，是Abby和Connor所共同飼養。
- 複製人（Clone）
  - 來自未來，虛構。
- 南方巨獸龍（Giganotosaurus）
  - 來自白堊紀，真實存在。
- 未來真菌（Future Fungus）
  - 來自未來，虛構。散播力極強，並會將受感染的人化成真菌怪獸。首種非動物的入侵威脅。
- 駭鳥（Terror Bird）
  - 來自上新世，真實存在。
- 龍王龍（Dracorex）
  - 由白堊紀到達中世紀，再轉到現代，真實存在。
- 中世紀騎士
  - 他的名字是William de Mornay，為求贖罪而追殺被當成是龍的龍王龍。
- 未來巨型蜂蟻（Megopteran）
  - 來自未來，虛構。可能是蟻、蜂、蠅的混合體，外型類似螳螂。由16歲少年Carim Nahaboo所設計。
- 未來蠕蟲（Future Maggot）
  - 來自未來，虛構。官方衍生遊戲Primeval Evolved指，蠕蟲為未來蜂蟻的蛹期態，但劇中未有正式確認。）
- 大角雷獸（Embolotherium）
  - 來自始新世，真實存在。
- 奔龍（Dromaeosaurus）
  - 來自白堊紀，真實存在。
- 無齒翼龍（Pteranodon）
  - 來自白堊紀，真實存在。
- 南方古猿（Australopithecus）
  - 來自上新世，真實存在。

### 第四季前傳網絡劇出現的生物
- 劍龍（Stegosaurus）
  - 來自侏羅紀，真實存在。ARC被暫停時，這隻劍龍出現並大鬧下議院，然實為大角雷獸模型的重複使用。

### 第四季出現的生物
- 龍王龍（Dracorex）
  - 來自白堊紀，真實存在，第三季出現。
- 棘龍（Spinosaurus）
  - 來自白堊紀，真實存在。吞下了Helen持有的奇異點控制器，一個奇異點在牠體內爆出並傳送牠到過去。
- 奔龍（Dromaeosaurus）
  - 來自白堊紀，真實存在。
- 野豬鱷（Kaprosuchus）
  - 來自白堊紀，真實存在。
- 哥倫比亞猛獁（Colombian Mammoth）
  - 第二季的那隻哥倫比亞猛獁。
- 空尾蜥（Coelurosauravus）
  - 來自二疊紀，真實存在。
- 樹棲恐龍（Tree Creeper）
  - 來自白堊紀，真實存在，但節目誇大其體型和攻擊力。
- 獸頭亞目（Therocephalian）
  - 來自二疊紀至三疊紀，真實存在，物種應為錢氏獸（英语：Euchambersia）。
- 迷齒亞綱（Labyrinthodont）
  - 來自古生代至中生代，真實存在，物種應為酷拉龍。
- 鬣齒獸（Hyaenodon）
  - 來自始新世至中新世，真實存在。一群鬣齒獸攻擊了Jenny Lewis的婚禮。
- 駭鳥（Terror Bird）
  - 來自上新世，真實存在。

### 第五季出現的生物
- 巨型穴居昆蟲（Giant Burrowing Insect）
  - 來自未來，虛構。取材於現實中的昆蟲螻蛄。
- 滑齒龍（Liopleurodon）
  - 來自侏儸紀，真實存在。上龍的一種，攻擊了一艘核潛艇。
- 游泳速龍（Swimming Theropod）
  - 來自侏儸紀。可能為一隻美扭椎龍。
- 奔龍（Dromaeosaurus）
  - 在維多利亞時代殺了逾12人，傳媒誤把牠當為連環殺手。
- 未來甲蟲（Future Beetle）
  - 來自未來，虛構。
- 蛙嘴龍（Anurognathus）
  - 來自侏羅紀，真實存在。
- 遠古蠕蟲（Precambrian Worm）
  - 來自前寒武紀，虛構。可能是來自電影金剛中的巨蠕蟲Carnictis。
- 野豬鱷（Kaprosuchus）
  - 來自白堊紀，真實存在。第四季那隻野豬鱷。
- 樹棲恐龍（Tree Creeper）
  - 來自白堊紀，真實存在。第四季那隻樹棲龍。
- 暴龍（Tyrannosaurus rex）
  - 來自白堊紀，真實存在。
- 變種未來掠食者（Mutant Future Predator）
  - 來自未來，虛構。與一般未來掠食者不同的是可以雙腳直立，同時速度也更快。季終隊伍進入未來時會受到牠們攻擊，同時ARC也會受牠們攻擊。

### 新世界（Primeval: The New World）出現的生物
- 亞伯托龍（Albertosaurus）
  - 來自白堊紀，真實存在。
- 雷蠍（Brontoscorpio）
  - 來自志留紀，真實存在。
- 邪靈龍（Daemonosaurus）
  - 來自三疊紀，真實存在。
- 巨脈蜻蜓（Meganeura）
  - 來自石炭紀，真實存在。
- 侏羅紀甲蟲（Jurassic Beetle）
  - 來自侏羅紀，可能為虛構物種。
- 雷塞獸（Lycaenops）
  - 來自二疊紀，真實存在。
- 嗜鳥龍（Ornitholestes）
  - 來自侏羅紀，真實存在。
- 腫頭龍（Pachycephalosaurus）
  - 來自白堊紀，真實存在。
- 無齒翼龍（Pteranodon）
  - 來自白堊紀，真實存在。
- 泰坦鳥（Titanis）
  - 來自上新世，真實存在。
- 泰坦蟒（Titanoboa）
  - 來自古新世，真實存在。
- 三角龍（Triceratops）
  - 來自白堊紀，真實存在。
- 猶他盜龍（Utahraptor）
  - 來自白堊紀，真實存在。

### 衍生小說出現的生物
- 《Shadow of the Jaguar》
  - 袋劍虎（來自中新世至更新世，真實存在。一群袋劍虎於書中被未來雀鳥所操控。）
  - 未來雀鳥（來自未來，虛構。形似印加神明Pacha Kamaq。能以信息素控制其他生物。並非指未來小型雀鳥。）

- 《The Lost Island》
  - 類獾哺乳動物（來自白堊紀。隊伍困在白堊紀時遇到這隻生物。其他資料不詳。）
  - 馳龍（來自侏羅紀至白堊紀。其他資料不詳。）
  - 始暴龍（來自白堊紀，真實存在。）
  - 禽龍（來自白堊紀，真實存在。）
  - 滑齒龍（來自侏羅紀，真實存在。）
  - 新獵龍（來自白堊紀，真實存在。）
  - 多刺甲龍（來自白堊紀，真實存在。）
  - 翼龍（來自三疊紀至白堊紀，真實存在。）

- 《Extinction Event》
  - 大鴨龍（來自白堊紀，真實存在。）
  - 甲龍（來自白堊紀，真實存在。對槍擊的抵抗很強。）
  - 異齒龍（來自二疊紀，真實存在。）
  - 完齒獸（來自漸新世，真實存在。故事初一隻完齒獸穿越了奇異點，在牛津街造成大破壞。）
  - 派克鱷（來自三疊紀，真實存在。）
  - 厚頭龍（來自白堊紀，真實存在。）
  - 史前雀鳥（來自白堊紀。俄羅斯團隊發現了13種新物種。）
    - 史前鳳頭鳥（來自白堊紀。被俄羅斯團隊捕獲。形似魚鳥、伊比利亞鳥。）
    - 小型翼龍（來自白堊紀。體型小如麻雀。出現時已死，並被俄羅斯團隊雪藏作標本。）

  - 史前哺乳動物（來自白堊紀。俄羅斯團隊發現了26種新物種，包括真獸下綱、有袋類、單孔目。）
    - 類尖鼠動物（來自白堊紀。形似普爾加托里猴。被俄羅斯團隊捕獲。）
    - 鼠齒龍（來自白堊紀，真實存在。被俄羅斯團隊捕獲。）

  - 牛角龍（來自白堊紀，真實存在。一群牛角龍曾遭俄羅斯團隊的坦克攻擊，但牠們反殺死了駕駛員。）
  - 傷齒龍（來自白堊紀，真實存在。）
  - 暴龍（兩隻暴龍來到俄羅斯。其中雌性龍殺死了雄性龍，並沒有回到白堊紀。）

- 《Fire and Water》
  - 速龍（來自白堊紀，真實存在。）
  - 恐鱷（來自白堊紀，真實存在。）
  - 美扭椎龍（來自侏羅紀，真實存在。）
  - 波塞東龍（來自白堊紀，真實存在。）
  - 波斯特鱷（來自三疊紀，真實存在。）

## 衍生商品

### 玩具及模型
製作史前逃龍玩具的權利由Character Options所取得，這所公司亦製作了異世奇人（Doctor Who）的玩具。第一季的玩具於2007年10月上市，第二季的玩具為了呼應第二季的播放，而於翌年1月亦上市。玩具包括了所有主要角色，以及少數幾隻出現的生物。一個大型毛絨玩具版本的Rex亦有生產。史前逃龍的玩具包括：
- 主要角色：Nick、Helen、Stephen、Connor、Abby、Lester、Claudia、Jenny及Tom Ryan
- 出現過的生物：Rex、巨型蜘蛛、黃昏鳥、節胸屬、渡渡鳥及寄生蟲、未來掠食者、恐爪龍、劍齒虎、未來海怪、巨型蠍子
- 套裝：奇異點入侵套裝、生物入侵套裝、奇異點偵查裝置模型
- 發聲的毛絨Rex玩具
- 飛翔的Rex及節胸屬玩具
- 發光發聲的手提式奇異點偵查裝置

### DVD影碟
第一、二季的套裝DVD在2008年3月17日，在區域2開始發售，而於同年11月4日，在區域1也開始發行。這些套裝由4隻DVD碟所組成，長寬比為1.85:1。每輯亦有個別發售（美國並沒有）。第三輯於2009年6月1日在區域2發行，包括了該輯季末結局在內，但當時仍未於電視上播映。在同年9月15日，第三輯於區域1也發行了。

## 衍生作品

### 線上遊戲
在史前逃龍播放至第三季時，ITV推出了一部線上遊戲，名為Primeval Evolved。在第三季每集播放後，將會開放一個新的級別任務。玩家在遊戲中是ARC的一位新成員，並接到一名神秘女子，Eve的要求，幫助她完成一些任務。當完成了所有任務，玩家有機會嬴得Nick劇中第一、二季的外套。但遊戲現不在線，而且亦沒有消息指出新的季度會重啟Primeval Evolved，或有任何新的遊戲出現。
此遊戲只適用在英國。

### 書本
Puffin Books公司出版了四本平裝本小說，分別是《A Rip in Time》、《Dangerous Dimension》、《The Lost Predator》和《Fight for Survival》。這四本小說是第一、二季的電視小說，由全劇第1集描述至第9集，所以沒有原創成份，分別由Kay Woodward及Alicia Brodersen所寫。
E-Max、Ladybird Books及Dorling Kindersley於2007至2009年間，合共出版了九本史前逃龍的活動書籍。
四本原創的小說就由Titan Books所出版，分別是《Shadow of the Jaguar》、《The Lost Island》、《Extinction Event》和《Fire and Water》。
- 《Shadow of the Jaguar》，是由Steven Savile所寫，時間設定在第9、10集之間。
  - 劇情大綱：一位英國貴族的兩個兒子，來到秘魯叢林中進行生態保育。一晚，他們在叢林中遇襲，一死一重傷。他們的父親請Lester派隊伍去救回他的兒子。當他們來到秘魯後，發現一群袋劍虎正殺戮著原居民，而且一些偷獵者想留著袋劍虎作為投資。但是，袋劍虎的殺戮並非偶然，而是有更加狡詐和危險的未來掠食生物在背後操縱...

- 《The Lost Island》，時間設在第9、10集之間，由小說家Paul Kearney所寫。
  - 劇情大綱：在愛爾蘭海岸附近，一艘漁船被一隻神秘生物撕成碎片，同時隊伍偵測到，竟然有6個奇異點同時開啟在一座荒島上。隊伍經歷可怕的風暴才來到島上，卻發現根本無力阻止漫遊島上的巨大生物。為了安全起見，隊伍逃入一個奇異點內，卻無助地看著它關閉了、被困在古代。另一方面，Lester及Jenny則試圖控制著一個出現在法國、英國及愛爾蘭三方的政治爭議，因為三方都想控制這個小島...

- 《Extinction Event》，時間設在第13、14集之間，由Dan Abnett所寫。首次有Helen出現，而沒有Stephen。
  - 劇情大綱：當一隻完齒獸在牛津街發怒，並造成巨大的人命損失和破壞後，Cutter認為要找到新的方法來解決奇異點的問題。而當一名俄國科學家來到ARC後，他認為他已經找到了答案... 當Nick、Connor及Abby失蹤後，Lester與Jenny必須合作以找到他們。同時，Nick他們被綁架到西伯利亞後，他們將要面對一場史詩式的奇異點大災難...

- 《Fire and Water》，時間設在第18、19集，由Simon Guerrier所寫。首次以Danny為主角，並是Becker及Sarah首次在書本出現，而沒有了Nick及Jenny。
  - 劇情大綱：當奇異點偵測器開始運作於偵測海外奇異點時，隊伍面對了一個兩難的決定。首先在南非的Safari公園裡，職員開始失蹤，有人發現一隻奇怪生物與園內的犀牛和大象搏鬥著。當Danny和隊伍前往南非後，在英國本土上的一個小鎮，Maidenhead有一個奇異點開啟了。隊伍要同時對抗著兩塊不同大陸上的奇異點，並要努力抑制事情發展，以免事件變得失控...

### 衍生劇及電影
ITV與華納兄弟已共同宣佈籌劃一部電影版的史前逃龍，據說正取得拍攝權，並任命Akiva Goldsman及Kerry Foster為電影監製。另外，Jonathan Drake和Tim Haines正籌劃一部史前逃龍的衍生作品電視劇的謠傳，亦確定了將成為事實。
在2010年8月，Impossible Films的董事總經理Jonathan Drake確認了衍生劇的謠言。Drake表示其公司已經與一所加拿大的獨立公司，Omni Film Productions進入了特許經營協議中，準備製作一部加拿大版本的衍生劇。
加拿大版本衍生劇Primeval New World Season，已於美國時間2012年10月29日首播，播出頻道 加拿大Space頻道，其中英國版Primeval裡扮演Connor Temple的英國演員Andrew Lee Potts也將在首集裡再度扮演Connor Temple這個角色。
Drake發言："我們不會在國際市場上取代英國的版本，而是使它變得更完美。新劇將令現存的史前逃龍節目變得更加燦爛。另外若英國版本有甚麼差池，至少也能確保史前逃龍繼續存在。"
（"We won't be replacing the UK show in the international market but complementing it.  It will provide a positive glow for our catalogue of existing Primeval shows. And if something were to happen to the UK version, the brand still survives."）
另外預期星艦前傳的兩位編劇，Judith Reeves-Stevens與Garfield Reeves-Stevens會為衍生劇寫作劇本。

## 觀眾統計
全劇首集最終獲得了709萬觀眾，平均第一季有639萬觀眾收看。當第一季於德國播放時，共得到了278萬名觀眾。這些數字並沒有計算在劇集重播的收視數字中。第二季平均收視有629萬觀眾，稍微比第一季下跌了10萬觀眾。
第三季第三集（全劇第16集）在英國只取得較低收視。第三季下半部播放時，BBC同期亦播放了異世奇人的特別版本，令劇集收視受影響。另外，第三季的播放時間，亦比起前兩季度來得遲很多，因此炎熱天氣亦有可能導致了觀眾數字的稍微下跌，以及收視率的小改變。然而，史前逃龍仍然維持在每週ITV前30最多收視的節目的一席位，亦嬴過很多其他電視台的首30名收視最多的節目。

### 第一季
| 劇集         | 收視率           | 最終收視    |
| ------------ | ---------------- | ----------- |
| 1.1（第1集） | 6.7 百萬人 (29%) | 7.09 百萬人 |
| 1.2（第2集） | 6.0 百萬人 (28%) | 6.29 百萬人 |
| 1.3（第3集） | 5.8 百萬人 (25%) | 6.17 百萬人 |
| 1.4（第4集） | 5.6 百萬人 (24%) | 5.81 百萬人 |
| 1.5（第5集） | 6.2 百萬人 (28%) | 6.46 百萬人 |
| 1.6（第6集） | 6.1 百萬人 (27%) | 6.52 百萬人 |
| 平均:        | 6.39 百萬人      | 6.39 百萬人 |

### 第二季
| 劇集          | 收視率           | 最終收視    |
| ------------- | ---------------- | ----------- |
| 2.1（第7集）  | 5.8 百萬人 (26%) | 6.32 百萬人 |
| 2.2（第8集）  | 5.6 百萬人 (25%) | 6.05 百萬人 |
| 2.3（第9集）  | 5.7 百萬人 (26%) | 6.27 百萬人 |
| 2.4（第10集） | 5.7 百萬人 (24%) | 6.39 百萬人 |
| 2.5（第11集） | 5.8 百萬人 (26%) | 6.33 百萬人 |
| 2.6（第12集） | 6.0 百萬人 (27%) | 6.45 百萬人 |
| 2.7（第13集） | 5.6 百萬人 (26%) | 6.20 百萬人 |
| 平均:         | 6.28 百萬人      | 6.28 百萬人 |

### 第三季
| 劇集           | 收視率           | 最終收視    |
| -------------- | ---------------- | ----------- |
| 3.1（第14集）  | 5.3 百萬人 (24%) | 5.89 百萬人 |
| 3.2（第15集）  | 4.4 百萬人 (23%) | 4.94 百萬人 |
| 3.3（第16集）  | 2.7 百萬人 (14%) | 3.28 百萬人 |
| 3.4（第17集）  | 4.5 百萬人 (23%) | 4.97 百萬人 |
| 3.5（第18集）  | 4.9 百萬人 (26%) | 5.20 百萬人 |
| 3.6（第19集）  | 4.7 百萬人 (25%) | 5.27 百萬人 |
| 3.7（第20集）  | 4.9 百萬人 (25%) | 5.34 百萬人 |
| 3.8（第21集）  | 4.6 百萬人 (22%) | 5.13 百萬人 |
| 3.9（第22集）  | 4.6 百萬人 (25%) | 4.97 百萬人 |
| 3.10（第23集） | 4.3 百萬人 (22%) | 4.95 百萬人 |
| 平均:          | 4.99 百萬人      | 4.99 百萬人 |

## 國際播放
| 國家或地區               | 電視臺                   | 首映                             |               |
| ------------------------ | ------------------------ | -------------------------------- | ------------- |
| 英国                     | ITV                      | 2007年2月10日                    | [ 34 ]        |
| 英国                     | Watch                    | 2011年                           |               |
| 愛爾蘭                   | Watch                    | 2011年                           |               |
|                          | Nine Network             | 2007年4月29日                    |               |
| 比利时                   | één                      | 2007年9月7日                     |               |
| 加拿大                   | Space                    | 2007年4月4日                     | [ 35 ]        |
|                          | KBS2                     | 2007年4月15日                    | [ 36 ]        |
| 德国                     | ProSieben                | 2007年6月4日                     |               |
| 香港                     | 明珠台                   | 2007年2月14日                    | [ 37 ]        |
| 新西兰                   | TV2                      | 2007年7月11日                    | [ 38 ]        |
| 挪威                     | NRK 3                    | 2008年12月                       |               |
| 西班牙                   | Canal+ & Cuatro          | 2007年                           | [ 39 ]        |
| 瑞典                     | Kanal 9                  | 2007年9月3日                     | [ 40 ]        |
| 伊朗                     | irib 4                   | 2009年                           |               |
| 義大利                   | Jimmy                    | 2007年12月28日                   | [ 41 ]        |
| 法國                     | M6                       | 2007年12月29日                   | [ 42 ]        |
| 法國                     | NRJ12                    | 2008年12月2日                    | [ 43 ]        |
| 羅馬尼亞                 | TVR2                     | 2008年                           |               |
| 墨西哥                   | HBO Latin America        | 2008年                           | [ 44 ]        |
| 匈牙利                   | RTL Klub                 | 2008年1月6日                     | [ 45 ]        |
| 臺灣                     | 公共電視                 | 2008年2月6日                     | [ 46 ]        |
| 丹麦                     | Danmarks Radio           | 2008年2月21日                    |               |
| 保加利亚                 | Kanal 1                  | 2008年3月10日                    |               |
| 马来西亚 · 泰國 · 菲律賓 | BBC Entertainment        | 2008年5月15日                    | [ 47 ]        |
|                          | HRT                      | 2008年7月7日                     | [ 48 ]        |
| 美国                     | BBC America Syfy         | 2008年8月9日 2009年4月10日（HD） | [ 49 ] [ 50 ] |
| 斯洛伐克                 | 斯洛伐克电视台           | 2008年5月6日                     | [ 51 ]        |
| 葡萄牙                   | RTP1                     | 2008年8月2日                     |               |
| 俄羅斯                   | TV-3 Russia              | 2008年11月15日                   |               |
| 南非                     | BBC Entertainment        | 2008年10月14日                   |               |
| 魁北克                   | Z Tele                   | 2008年12月                       |               |
| 日本                     | NHK                      | 2009年1月2日                     |               |
| 斯洛維尼亞               | POP TV                   | 2009年1月19日                    |               |
| 波蘭                     | BBC Entertainment        | 2009年6月3日                     |               |
| 希腊                     | ΣΚΑΪ                     | 2009年                           |               |
| 塞爾維亞                 | RTS 1                    | 2009年                           |               |
| 拉脫維亞                 | TV3 viasat               | 2008年                           |               |
| 捷克                     | ČT1                      | 2009年9月8日                     |               |
| 荷蘭                     | Sci Fi Channel (Benelux) | 2009年12月                       |               |
| 芬兰                     | SuomiTV                  | 2010年4月27日                    |               |
| 中国大陆                 | 中国中央电视台电视剧频道 | 2013年5月4日                     |               |

## 來源
1. ↑  Primeval （页面存档备份，存于） on Metacritic. Retrieved 8-10-2008.
2. ↑  .   [2009-06-29]. （原始内容存档于2009-09-25）.
3. ↑  .   [2009-06-29]. （原始内容存档于2009-06-18）.
4. ↑  Neil Wilkes. . Digital Spy. 2009-09-29  [2010-07-16]. （原始内容存档于2014-09-12）.
5. 1 2 3  Catriona Wightman. . Digital Spy. 2010-06-25  [2010-07-16]. （原始内容存档于2012-04-02）.
6. ↑  .   [2010-12-12]. （原始内容存档于2015-04-16）.
7. ↑  .   [2009-09-30]. （原始内容存档于2011-12-26）.
8. ↑  Morgan Jeffery. . Digital Spy. 2010-12-15  [2010-12-31]. （原始内容存档于2011-01-26）.
9. ↑  .   [2010-08-31]. （原始内容存档于2012-04-02）.
10. 1 2  .   [2010-08-31]. （原始内容存档于2012-06-18）.
11. ↑  .   [2010-08-31]. （原始内容存档于2009-01-14）.
12. 1 2  "ITV goes for more 'Benidorm' and 'Primeval'" （页面存档备份，存于）. Digital Spy.
13. ↑  . CINEMABLEND.   [2010-08-31]. （原始内容存档于2012-04-02）.
14. ↑  .   [2010-08-31]. （原始内容存档于2019-05-15）.
15. ↑  .   [2010-08-31]. （原始内容存档于2009-05-19）.
16. ↑  Mark Sweney. . the Guardian.   [2009-06-29]. （原始内容存档于2011-12-24）.
17. ↑  Primeval axed after three series （页面存档备份，存于） - BBC
18. ↑  Sweney, Mark. . The Guardian (London). 15 June 2009  [22 May 2010]. （原始内容存档于2011-12-24）.
19. ↑  Andrew Laughlin. . Digital Spy. 2009-08-06  [2010-08-31]. （原始内容存档于2012-04-02）.
20. ↑  .   [2009-10-03]. （原始内容存档于2012-04-02）.
21. ↑  .   [2010-12-12]. （原始内容存档于2010-12-03）.
22. ↑  Daniel Kilkelly. . Digital Spy. 2009-10-09  [2010-08-31]. （原始内容存档于2010-12-11）.
23. ↑  .   [2010-11-07]. （原始内容存档于2014-09-03）.
24. ↑  Daniel Kilkelly. . Digital Spy. 2010-05-12  [2010-07-16]. （原始内容存档于2011-01-13）.
25. ↑  .   [2010-08-30]. （原始内容存档于2016-10-12）.
26. ↑  French, Dan. . Digital Spy. 2009-05-15  [2009-05-17]. （原始内容存档于2012-04-02）.
27. ↑  Kilkelly, Daniel. . Digital Spy. 2009-05-16  [2009-05-17]. （原始内容存档于2009-07-23）.
28. ↑  Owen, Dan. . Dan Owen Blogspot. 2010-08-26  [2010-08-26]. （原始内容存档于2010-11-27）.
29. ↑  Average calculated from BARB figures （页面存档备份，存于） for week ending 11/02/07 and all subsequent weeks until 18/03/07.
30. 1 2  .   [2010-08-31]. （原始内容存档于2010-06-08）.
31. ↑  http://uk.tv.yahoo.com/listings/itv1/2009-04-11/
32. ↑  http://uk.tv.yahoo.com/listings/bbc-1/2009-04-11/
33. 1 2 3  .   [2009-06-29]. （原始内容存档于2009-04-25）.
34. ↑  ITV. . itv.com. 2007  [2009-06-29]. （原始内容存档于2007-09-29）.
35. ↑  MISSLACE. . SPACECAST / SpaceBlog. Space. March 16, 2007  [2007-03-04]. （原始内容存档于2007-08-31）.
36. ↑  ITV. . kbs.com. 2007  [2009-06-29]. （原始内容存档于2010-01-05）.
37. ↑  . 明珠台.   [2007-02-08]. （原始内容存档于2014-12-24）.
38. ↑  . Scoop.co.nz. 10 January 2007  [2007-01-10]. （原始内容存档于2021-01-25）.
39. ↑  De Pablos, Emiliano. . Variety. 2007年1月16日  [2007-01-16]. （原始内容存档于2009-08-15）.
40. ↑  .   [2009-06-29]. （原始内容存档于2008-02-24）.
41. ↑  Jimmy. . Jimmy. 2007  [2009年6月29日]. （原始内容存档于2009年11月15日）.
42. ↑  M6. . M6. 2007  [2009-06-29]. （原始内容存档于2008-12-10）.
43. ↑  NRJ12. . NRJ12. 2007  [2020-06-25]. （原始内容存档于2011-02-24）.
44. ↑  . World Screen. May 18, 2007  [2007-05-22]. （原始内容存档于2009-01-11）.
45. ↑  . Sorozatjunkie.hu. December 17, 2007  [2007-12-17]. （原始内容存档于2020-10-01）.
46. ↑  PTS. . 公共電視. 2008  [2009-06-29]. （原始内容存档于2015-09-24）.
47. ↑  Astro. . Astro. 2008  [2009-06-29]. （原始内容存档于2015-09-23）.
48. ↑  ITV. . itv.com. 2007  [2021-01-01]. （原始内容存档 (PDF)于2007-07-02）.
49. ↑  DigitalSpy. . DigitalSPy. 2008  [2009-06-29]. （原始内容存档于2008-08-11）.
50. ↑  .   [2009-06-29]. （原始内容存档于2009-08-20）.
51. ↑  STV. . stv.sk. 2008  [2021-01-01]. （原始内容存档于2011-02-20）.

## 外部連結
- Primeval Directory （页面存档备份，存于）
- AllMovie上《Primeval》的资料（英文）
- 互联网电影数据库（IMDb）上《遠古入侵 第一季》的资料（英文）
- 互联网电影数据库（IMDb）上《遠古入侵 第二季》的资料（英文）
- 互联网电影数据库（IMDb）上《遠古入侵 第三季》的资料（英文）
- 互联网电影数据库（IMDb）上《遠古入侵 第四季》的资料（英文）
- 互联网电影数据库（IMDb）上《遠古入侵 第五季》的资料（英文）
- Review, Leicester Mercury